# 三井靖広

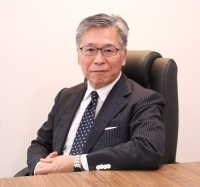
在クリチバ日本国総領事館ウェブページより（2023年）

三井 靖広（みつい やすひろ、1964年〈昭和39年〉10月3日 - ）は、北海道出身の日本の外交官。
在ポルトガル大使館参事官などを経て、2023年11月から在クリチバ総領事を務める。

## 略歴
- 北海道旭川東高等学校33期
- 1987年　外務省専門職員採用試験合格
- 1988年3月　学習院大学法学部政治学科中退
- 1988年4月　外務省入省
- 1988年5月　中南米局中南米第一課
- 1989年3月　在ブラジル日本国大使館 三等理事官
- 1992年10月　在ブラジル日本国大使館 三等書記官
- 1994年12月　大臣官房領事移住部旅券課
- 1995年3月　総合外交政策局国連政策課
- 1997年9月　経済協力局国際機構課
- 1999年8月　大臣官房九州・沖縄サミット準備事務局 兼 九州・沖縄サミットプレス室
- 2000年8月　在サン・パウロ日本国総領事館 領事
- 2002年8月　在ベレーン日本国総領事館 領事
- 2003年4月　在ベレン日本国総領事館 領事
- 2006年3月　領事局海外邦人安全課 課長補佐
- 2010年8月　在レバノン日本国大使館 一等書記官
- 2013年1月　在エルサルバドル日本国大使館 一等書記官
- 2015年8月　在ブラジル日本国大使館 一等書記官（兼在レシフェ領事事務所長[2]）
- 2017年8月　在モザンビーク日本国大使館 一等書記官
- 2021年4月　在ポルトガル日本国大使館 一等書記官
- 2023年7月　在ポルトガル日本国大使館 参事官
- 2023年11月　在クリチバ日本国総領事館 総領事